# Mark-Twain-Village

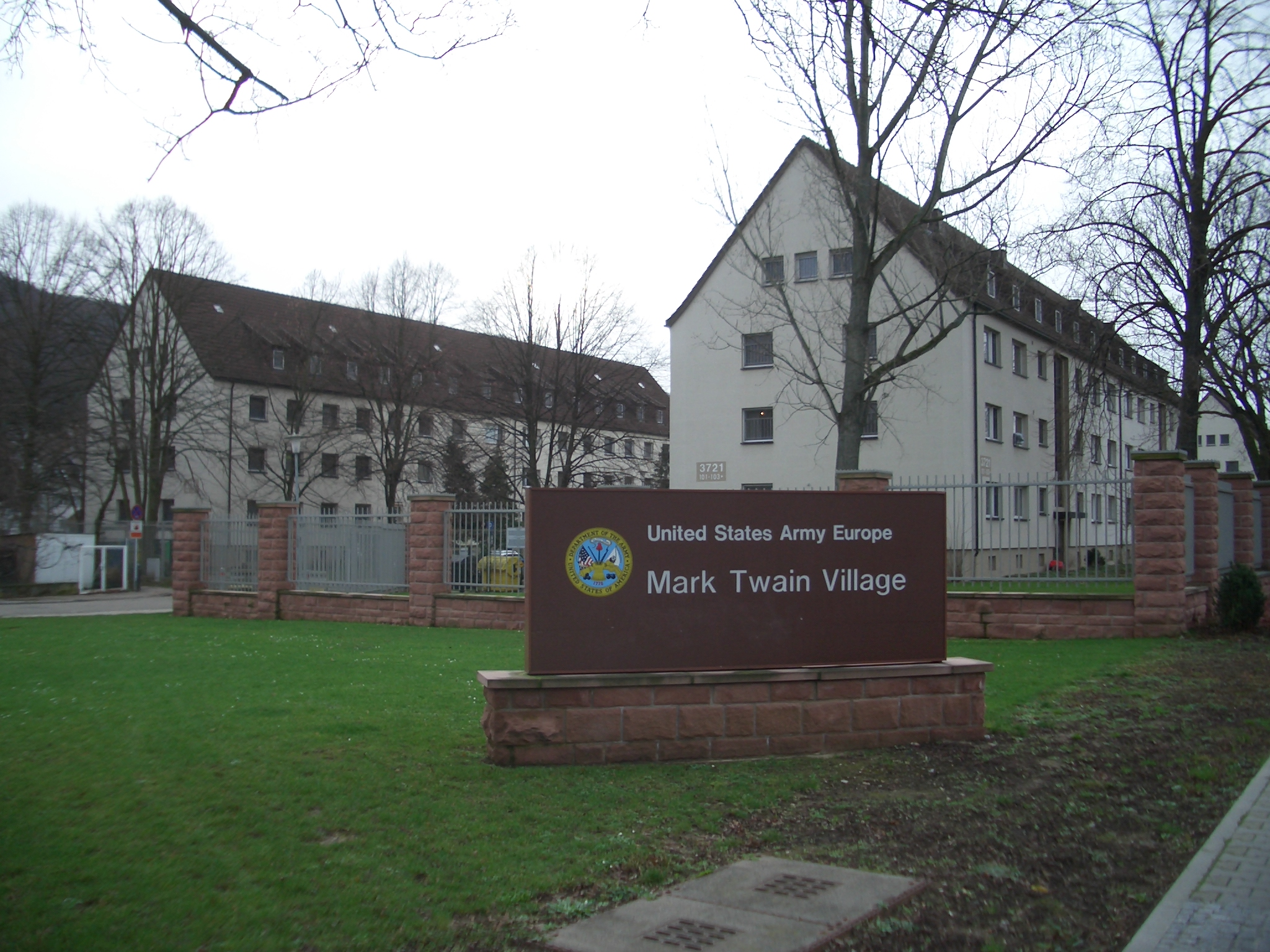
Mark-Twain-Village

Mark-Twain-Village ist eine ehemalige amerikanische Siedlung im Heidelberger Stadtteil Südstadt. Sie war, neben Patrick-Henry-Village, eine von zwei US-amerikanischen Siedlungen für Soldaten und deren Familien der Stadt. Mark-Twain-Village liegt direkt neben den Campbell Barracks, welche die 7. US-Armee (USAREUR) und die Allied Land Forces Central Europe (LANDCENT) der NATO beherbergten.
In der Siedlung befanden sich ein Army & Air Force Exchange Service-Laden, eine Bibliothek, eine Kirche, die Mark Twain Elementary School und die Heidelberg High School. Letztere wurde, außer von US-amerikanischen Kindern aus der Umgebung, auch von solchen aus Patrick-Henry-Village besucht, da dort die Errichtung einer eigenen Schule zu teuer gewesen wäre und sich angesichts der geringen Schülerzahl – insgesamt etwa 600 – nicht gelohnt hätte.
Im Jahr 2003 wurde nach den Anschlägen am 11. September 2001 die Mark-Twain-Village, wie auch alle anderen Einrichtungen der US-Armee in Heidelberg, mit einem Zaun ausgestattet und der Zugang, vorher in den Wohnbereichen jedem frei, war seitdem nur noch über bewachte Eingänge mit einem Ausweis der US-amerikanischen Streitkräfte möglich.
Einige Teile der Mark-Twain-Village wurden im August 2006 an die Stadt zurückgegeben, was der US-Armee etwa 1,8 Millionen US-Dollar ersparte. Das Gebiet lag etwas abseits der eigentlichen Siedlung, weshalb es den Amerikanern sinnvoll erschien, diesen Teil aufzugeben. Die Häuser wurden renoviert und sind bewohnt. Die Osthälfte der Siedlung wurde im Januar 2013, die Westhälfte 2014, gemeinsam mit den Campbell Barracks, an die Bundesanstalt für Immobilienaufgaben übergeben. In die Entwicklung der Konzepte zur zukünftigen zivilen Nutzung waren diese, die Stadt Heidelberg sowie die Bürger der Stadt über eine ausgedehnte Bürgerbeteiligung eingebunden. Geplant sind u. a. Neubau und Sanierung von ca. 1200 Wohnungen, ein Nahversorgungszentrum, ein Wohnhaus für Auszubildende sowie ein Neubau für die Kriminalpolizeidirektion Heidelberg des Polizeipräsidiums Mannheim.